# Anna Lena Dörr
Anna Lena Dörr  (* 1981) ist Moderatorin, Autorin und Reporterin beim SWR.

## Ausbildung
Zwischen 2001 und 2007 studierte Dörr an der Universität Trier, die sie mit einem Magister in Medienwissenschaft und Volkswirtschaftslehre abschloss. In der Zeit zwischen Oktober 2009 und März 2011 absolvierte sie beim SWR ein Trimediales Volontariat mit Stationen in informativen und unterhaltenden Redaktionen. Es folgte 2011 bis 2012 eine Moderatoren-Ausbildung an der Fachhochschule Stuttgart – Hochschule der Medien.

## Berufsleben
Bereits in der Studienzeit war Dörr zwischen März 2002 und April 2005 beim Saarländischen Rundfunk als (Nachrichten-)Redakteurin und Moderatorin beschäftigt. Hier arbeitete sie u. a. beim Jugendradio UnserDing mit, sowie als Moderatorin beim SR2 Kulturradio.
Ab Mai 2005 folgte eine Anstellung beim Hessischen Rundfunk als Moderatorin für hr3 und HR-Fernsehen („50 Dinge“ 2012 und 2013). Im September 2015 endete ihr dortiges Engagement.
Seit April 2011 ist sie beim SWR als Moderatorin, Autorin und Reporterin der Landesschau Rheinland-Pfalz sowie als Moderatorin der Sendung „Expedition in die Heimat“ beschäftigt.

## Privates
Dörr lebt in Darmstadt und spricht Spanisch, Englisch und Französisch.